# تپلچانی
تپلچانی (به اسلواکی: Veľké Topoľčany) یک شهرک در اسلواکی با جمعیت ۲۷٬۱۷۷ نفر است که در Topoľčany District واقع شده‌است.